# Kanadische Badmintonmeisterschaft 2010
Die Kanadische Badmintonmeisterschaft 2010 fand vom 28. bis zum 30. Januar 2010 in Winnipeg statt.

## Austragungsort
- Winnipeg Winter Club, 200 River Avenue

## Medaillengewinner
| Disziplin    | Gold                           | Silber                      | Bronze                           |
| ------------ | ------------------------------ | --------------------------- | -------------------------------- |
| Herreneinzel | Alexander Pang                 | Martin Giuffre              | David Snider                     |
| Dameneinzel  | Anna Rice                      | Michelle Li                 | Joycelyn Ko                      |
| Herrendoppel | Alvin Lau Jon Vandervet        | Adrian Liu Toby Ng          | Maxime Belanger Francois Bourret |
| Damendoppel  | Lydia Jiang Melody Liang       | Michelle Li Alexandra Bruce | Grace Gao Anna Rice              |
| Mixed        | Jon Vandervet Milaine Cloutier | Alvin Lau Fiona McKee       | Derrick Ng Melody Liang          |